# Acacia orthocarpa
Acacia orthocarpa är en ärtväxtart som beskrevs av Ferdinand von Mueller. Acacia orthocarpa ingår i släktet akacior, och familjen ärtväxter. Inga underarter finns listade i Catalogue of Life.